# Gladwin (Michigan)
Pour les articles homonymes, voir Gladwin.
Gladwin est une ville située dans l’État américain du Michigan. Elle est le siège du comté de Gladwin. Selon le recensement de 2000, sa population est de 3 001 habitants. La ville se situe dans la partie sud-ouest du Comté de Gladwin mais en est politiquement indépendante.
La ville de Gladwin est traversée par les routes M-18 et M-61.
Les équipes sportives principales de la ville font partie du réseau scolaire de la ville de Gladwin. Le surnom des équipes de Gladwin est Gladwin Flying G's (les "G" volant de Gladwin). Le G's est une contraction du mot anglais goshawks (autour des palombes), rapace mascotte des écoles de la ville de Gladwin.

## Personnalités liées à Gladwin
- Debbie Stabenow, née à Gladwin, femme politique du Parti démocrate, sénatrice du Michigan au Sénat des États-Unis
- NF (rappeur), né à Gladwin en 1991, est un rappeur américain.